# Combretum punctatum
Combretum punctatum är en tvåhjärtbladig växtart som beskrevs av Carl Ludwig von Blume. Combretum punctatum ingår i släktet Combretum och familjen Combretaceae. Utöver nominatformen finns också underarten C. p. squamosum.